# Élet a halál előtt
Az Élet a halál előtt a Leander Kills második stúdióalbuma, amely 2017. szeptember 22-én jelent meg. Az időközben távozott Bodor Máté helyére új gitáros, Vermes András érkezett. Megjelenésekor az album vezette a Mahasz Top 40 lemezeladási listát. A nagylemez azóta több, mint 4000 példányban kelt el, 2018-ban megszerezte a platina minősítést.

## Az album dalai
| 1.    | Egy hónapja nem láttalak                | 3:58 |
| 2.    | Égjen minden el                         | 3:34 |
| 3.    | Vigyetek kórházba                       | 3:53 |
| 4.    | Nem szól harang                         | 3:21 |
| 5.    | Ha elmész                               | 3:26 |
| 6.    | Fájdalom elvitelre                      | 3:47 |
| 7.    | Álarc                                   | 3:07 |
| 8.    | Élet                                    | 2:59 |
| 9.    | Lopott könyvek (Tankcsapda-feldolgozás) | 4:40 |
| 10.   | Egy napom maradt                        | 3:02 |
| 35:47 |                                         |      |

## Közreműködők
- Köteles Leander – ének, basszusgitár, zongora
- Czifra Miklós – gitár
- Bodor Máté - gitár
- Vermes András – gitár
- Jankai Valentin – dobok